# General Federation of Iraqi Women
General Federation of Iraqi Women (GFIW), var en irakisk kvinnoorganisation, grundad 4 april 1969.
Den var associerad med Baathpartiet (Irak), som grundade den för att inkorporera samtliga andra kvinnoorganisationer i Irak.
GFIW bildades av Nawar Hilmi, Manal Younis och Ramzia Al-Khairou. Det var associerat med Baathpartiet, som utnämnde dess medlemmar och koordinerade dess verksamhet. Föreningen verkade för att stödja och införa Baathpartiets politik angående kvinnors rättigheter, som enligt partiprogrammet 1972 stödde jämlikhet mellan könen. 
Partiet använde GFIW för att koordinera Iraks kvinnorörelse och implementera sin policy om kvinnors rättigheter. Denna policy var progressiv ifråga om utbildning och yrkesliv, och kvinnor uppmanades att utbilda sig och bli yrkesverksamma under beskydd av GFIW, som ingrep mot alla former av diskriminering i arbetslivet.